# Alexandre Almeida
Alexandre Vicente de Paula Almeida (Brasília, 4 de setembro de 1983) é um advogado e político brasileiro. filiado ao Partido da Social Democracia Brasileira (PSDB). Foi deputado estadual do Maranhão entre 2011 e 2019.</ref> Tem como base eleitoral a cidade de Timon.

## Biografia
Almeida é filho de Antônio Alves de Almeida e Irene Rosa de Paula. É graduado em Direito pela Novafapi.
Nas eleições municipais de 2004, Almeida foi eleito vereador de Timon pelo Partido Social Democrata Cristão (PSDC) com 1.522 votos (2,18%).
Almeida foi eleito para a Assembleia Legislativa do Maranhão na eleição de 2010 com 18.344 votos (0,60%), enquanto filiado ao Partido Trabalhista do Brasil (PTdoB). Foi o deputado estadual eleito menos votado daquela eleição.
Como deputado estadual, Almeida foi presidente da Comissão de Ética e vice-presidente da Comissão de Orçamento, Finanças, Fiscalização e Controle.
Nas eleições municipais de 2012, Almeida candidatou-se a prefeito de Timon pelo Partido Social Democrático (PSD), ficando em terceiro lugar, com 5.233 votos (6,37%), atrás de Edivar e do vitorioso Luciano Leitoa.
Almeida foi reeleito deputado estadual na  eleição de 2014 com 36.021 votos (1,13%), estando desta vez filiado ao Partido Trabalhista Nacional (PTN).
Em 2016, Almeida candidatou-se novamente à prefeitura de Timon pelo PSD, recebendo 38.061 votos (43,85%) e mais uma vez sendo derrotado por Leitoa.
Almeida optou por não se candidatar a um terceiro mandato no legislativo estadual na eleição de 2018, concorrendo em vez disso ao Senado Federal. Desta vez filiado ao PSDB, alcançou a sétima colocação, com 191.997 votos (3,37%).